# Jim Reeves
James Travis "Jim" Reeves, född 20 augusti 1923 i Galloway, Texas, död 31 juli 1964 (flygolycka) i Williamson County, Tennessee, var en amerikansk sångare, musiker och kompositör inom country och populärmusik. Med topplisteplaceringar som sträcker sig från 1950-talet till 1980-talet blev han känd som utövare av nashville-soundet (en blandning av äldre countrymusik med inslag av populärmusik). Reeves var känd under epitetet Gentleman Jim och hans låtar placerade sig fortsatt på topplistorna flera år efter hans död. Han blev invald i Country Music Hall of Fame 1967.

## Biografi
Jim Reeves var vid mtten av 1960-talet med sin starka barytonstämma mer populär än Elvis i Sydafrika och likaså i Indien och Sydostasien. Några av hans mest kända låtar är "He'll have to go" (1960), "Adios Amigo" (1962), "I won't forget you" (1964). I Sverige blev hans största framgång "I love you because" våren 1964.
Under senare delen av karriären präglades Reeves musik av hans evangelikala omvändelse. 
Reeves fick sin största framgång med "He'll have to go" som gick bra både på listan för popmusik och på den för countrymusik och gav honom en platinaskiva. Den släpptes sent 1959 och blev nummer ett på Billboards lista för countrysånger i februari 1960, vilket sedan upprepades 14 veckor i rad. Även om den på många sätt var en konventionell country-låt, så försatte sångkören in den här inspelningen i ådran för country-pop. Dessutom sänkte Reeves' sin vokala stil till dess naturliga resonansnivå och framhävde därmed den smeksamma stil som sedan blev så berömd och det är därför som många  hänvisar till honom som sångaren med sammetsrösten. 1975 sa producenten på RCA Victor, Chet Atkins, i en intervju att Wayne Forsythe hade sagt att "Jim ville vara tenor men jag ville att han skulle vara baryton... " Det var förstås helt rätt. Efter att ha ändrat rösten till denna mjukare, djupare ton, blev han oerhört populär.

### Död
Den 31 juli 1964 lämnade Reeves och hans affärspartner Dean Manuel (som också var pianist i Reeves stödgrupp, the Blue Boys) Batesville, Arkansas på väg till Nashville i ett enmotorigt plan av typen Beechcraft Debonair, N8972M med Reeves vid spakarna. De två hade säkrat en affär på en fastighet.
När de flög över Brentwood, Tennessee, närmade sig en våldsam storm. En efterföljande undersökning visade att när det lilla planet väl kom in i stormen hade Reeves drabbats av rumslig desorientering. Hans änka, Mary Reeves (1929–1999), skapade, gav omedvetet, upphov till ett rykte om att han flög planet upp och ner och därför trodde att han gick upp i höjd för att undvika stormen. Men detta scenario har avvisas av ögonvittnen som är välkända av haveriutredaren, vilka såg planet uppe i luften omedelbart före olyckan och bekräftade att Reeves inte befann sig upp och ner.
Reeves vän musikern Marty Robbins mindes att hon hade hört kraschen och hon larmade myndigheterna om nedslaget. Jordan skriver mycket om rättsmedicinska bevis (däribland om det så länge svårfångade tornet och olycksrapporten), som  tyder på att i stället för att göra en högersväng för att undvika stormen (så som han hade tillråtts av inflygningskontrollanten att göra) svängde Reeves åt vänster i ett försök att följa Franklin Road till flygplatsen. I och med detta kom han ännu längre in i regnet. Medan han var upptagen med att försöka återupprätta sina markreferenser blev flyghastigheten för låg vilket gjorde att flygplanet stannade upp. Förlitande sig mer på sina instinkter än på sin utbildning, verkar det som om Reeves använde full kraft och drog tillbaka spaken innan han höjde vingarna — ett fatalt, men inte ovanligt, misstag som gab upphov till en snurr och ett stopp från en punkt där han befann sig för lågt för att kunna ta igen i höjd. Enligt tornets band gick Reeves in i det kraftiga regnet klockan 16:51 och kraschade bara en minut senare.
När vraket hittades cirka 42 timmar senare upptäcktes det att flygplanets motor och nos var nedgrävda i marken på grund av krocken. Olycksplatsen låg i ett skogsområde nordnordost om Brentwood, ungefär vid korsningen mellan Baxter Lane och Franklin Pike Circle, strax öster om Interstate 65 och sydväst om Nashville International Airport där Reeves hade planerat att landa.
På morgonen den 2 augusti 1964, efter intensiva sökningar av flera olika sällskap hittades sångarens och Dean Manuels kroppar i flygplansvraket, och kl 1:00 pm lokal tid började radiostationer i hela USA att formellt tillkännage Reeves död. Vid begravningen två dagar senare kom det tusentals människor som vill visa sin sista respekt. Kistan, insvept i blommor från fansen, kördes genom gatorna i Nashville och sedan till Reeves sista viloplats nära Carthage, Texas. 
I Carthage i Texas finns Jim Reeves Memorial, ett värdigt gravmonument över sångaren. Efter hans död släpptes flera postuma singlar, bland annat "Distant drums" som blev nr. 1 på Englandslistan 1966.

## Diskografi
| År   | Album                               |
| ---- | ----------------------------------- |
| 1956 | Jim Reeves Sings                    |
| 1956 | Singing Down the Lane               |
| 1956 | Bimbo                               |
| 1957 | Jim Reeves                          |
| 1958 | Girls I Have Known                  |
| 1958 | God Be with You                     |
| 1959 | Songs to Warm the Heart             |
| 1960 | According to My Heart               |
| 1960 | The Intimate                        |
| 1960 | He'll Have to Go                    |
| 1961 | Tall Tales and Short Tempers        |
| 1961 | Talkin' to Your Heart               |
| 1962 | Country Side                        |
| 1962 | A Touch of Velvet                   |
| 1962 | We Thank Thee                       |
| 1963 | Gentleman Jim                       |
| 1963 | International                       |
| 1963 | Good 'n' Country                    |
| 1963 | Twelve Songs of Christmas           |
| 1964 | Kimberley Jim                       |
| 1964 | Moonlight and Roses                 |
| 1964 | The Best                            |
| 1964 | Have I Told You Lately              |
| 1965 | The Jim Reeves Way                  |
| 1965 | Up Through the Years                |
| 1965 | The Best 2                          |
| 1966 | Distant Drums                       |
| 1966 | Yours Sincerely                     |
| 1967 | Blue Side of Lonesome               |
| 1967 | My Cathedral                        |
| 1968 | A Touch of Sadness                  |
| 1968 | Jim Reeves on Stage                 |
| 1969 | Jim Reeves and Some Friends         |
| 1969 | The Best 3                          |
| 1971 | Jim Reeves Writes You a Record      |
| 1971 | Something Special                   |
| 1971 | Young & Country                     |
| 1972 | My Friend                           |
| 1972 | Missing You                         |
| 1973 | Am I That Easy to Forget?           |
| 1973 | Great Moments with Jim Reeves       |
| 1974 | I'd Fight the World                 |
| 1975 | The Best of Jim Reeves Sacred Songs |
| 1975 | Songs of Love                       |
| 1976 | I Love You Because                  |
| 1976 | A Legendary Performer               |
| 1977 | It's Nothin' to Me                  |
| 1978 | Jim Reeves                          |
| 1978 | Nashville                           |
| 1979 | The Best 4                          |
| 1979 | Don't Let Me Cross Over             |
| 1980 | There's Always Me                   |
| 1981 | Greatest Hits (med Patsy Cline)     |
| 1983 | The Jim Reeves Medley               |
| 1985 | Collector's Series                  |
| 1995 | The Essential Jim Reeves            |
| 1997 | Golden Memories                     |
| 1998 | All Time Gospel Favorites           |
| 1999 | Super Hits                          |
| 1999 | Radio Days                          |